# Seydou Keita
Seydou Keita (sinh ngày 16 tháng 1 năm 1980 ở Bamako) là một cựu cầu thủ bóng đá người Mali. Anh có biệt danh "Seydoubilen" hay "Seydou đỏ", Keita là cháu của Salif Keita.

## Sự nghiệp

### Olympique Marseille
Keita có lần ra sân đầu tiên cho Olympique Marseille vào tháng 9 năm 1999, nhưng không lâu sau anh đã chuyển tới FC Lorient.

### Lorient
Lorient chính là nơi đã khiến Keita được nhiều đội bóng nhòm ngó hơn, anh ghi 1 bàn trong 58 trận ra sân ở vị trí tiền vệ lùi.

### RC Lens
Sau hai năm chơi cho Lorient, Keita chuyển về RC Lens, nhanh chóng được trao băng đội trưởng. Anh bắt đầu ghi nhiều bàn hơn khi ghi 19 bàn trong 156 trận ra sân trong 4 mùa giải.

### Sevilla
Vào ngày 11 tháng 7 năm 2007, Lens bán đội trưởng của họ cho FC Sevilla. Đó là một mùa giải rất thành công cho Keita khi anh ghi 4 bàn trong 31 lần ra sân ở La Liga, và được nhòm ngó bởi một loại các đội bóng hàng đầu châu Âu. Một trong 4 bàn anh ghi được là vào lưới Real Madrid. Đó chính là lý do anh thu hút được sự chú ý của một loạt các đội bóng hàng đầu, trong đó có Barcelona.Vào ngày 27 tháng 11 năm 2007, Keita ghi bàn đầu tiên ở cúp C1 vào lưới Arsenal.

### Barcelona
Vào ngày 26 tháng 5 năm 2008, Keita ký hợp đồng với đội bóng xứ Catalan với mức giá khoảng 14 triệu euro. Anh trở thành cầu thủ Mali đầu tiên của Barca và có mức phí phá bỏ hợp đồng là 90 triệu euro. Keita có trận ra mắt ở vòng loại cúp C1 gặp Wisła Kraków vào ngày 13 tháng 8 năm 2008. Anh có trận ra mắt ở giải quốc nội vào ngày 31 tháng 8 năm 2008 gặp CD Numancia. Keita ghi bàn đầu tiên cho Barca vào ngày 16 tháng 11 năm 2008 ở La Liga gặp Recreativo de Huelva, ghi bàn thứ 2 trong chiến thắng 2-0. Anh đã được vào sân ở phút 72 để thay Thierry Henry trong trận chung kết cúp C1 gặp Manchester United.

### Dalian Aerbin
Keita buộc phải rời Barcelona vì thuế ở Tây Ban Nha

## Thi đấu quốc tế
Trên cấp độ quốc tế, Keita đã chơi nhiều trận cho đội tuyển bóng đá quốc gia Mali. Anh được đánh giá là một trong những tiền vệ xuất sắc nhất châu Phi với kĩ năng chuyền bóng, kiểm soát bóng và sút xa.

## Thống kê sự nghiệp
| Câu lạc bộ          | Câu lạc bộ          | Câu lạc bộ          | Giải đấu | Giải đấu | Cúp quốc gia | Cúp quốc gia | Cúp liên đoàn       | Cúp liên đoàn       | Châu lục | Châu lục | Tổng cộng | Tổng cộng |
| Mùa giải            | Câu lạc bộ          | Giải đấu            | Trận     | Bàn      | Trận         | Bàn          | Trận                | Bàn                 | Trận     | Bàn      | Trận      | Bàn       |
| Pháp                | Pháp                | Pháp                | League   | League   | FA Cup       | FA Cup       | League Cup          | League Cup          | Châu Âu  | Châu Âu  | Tổng cộng | Tổng cộng |
| ------------------- | ------------------- | ------------------- | -------- | -------- | ------------ | ------------ | ------------------- | ------------------- | -------- | -------- | --------- | --------- |
| 1999–2000           | Marseille           | Ligue 1             | 6        | 0        | 0            | 0            | 1                   | 0                   | 3        | 1        | 10        | 1         |
| 2000–01             | Lorient             | Ligue 2             | 37       | 1        | 1            | 0            | 1                   | 0                   | —        | —        | 39        | 1         |
| 2001–02             | Lorient             | Ligue 1             | 21       | 0        | 5            | 1            | 3                   | 1                   | —        | —        | 29        | 2         |
| 2002–03             | Lens                | Ligue 1             | 28       | 2        | 3            | 1            | 1                   | 0                   | 7        | 0        | 39        | 3         |
| 2003–04             | Lens                | Ligue 1             | 22       | 0        | 3            | 0            | 1                   | 0                   | 6        | 0        | 32        | 0         |
| 2004–05             | Lens                | Ligue 1             | 34       | 3        | 5            | 1            | 3                   | 1                   | —        | —        | 42        | 5         |
| 2005–06             | Lens                | Ligue 1             | 35       | 3        | 3            | 0            | 1                   | 0                   | 13       | 1        | 52        | 4         |
| 2006–07             | Lens                | Ligue 1             | 38       | 11       | 4            | 1            | 1                   | 0                   | 10       | 1        | 53        | 13        |
| Tây Ban Nha         | Tây Ban Nha         | Tây Ban Nha         | Giải đấu | Giải đấu | Copa del Rey | Copa del Rey | Supercup            | Supercup            | Châu Âu  | Châu Âu  | Tổng cộng | Tổng cộng |
| 2007–08             | Sevilla             | La Liga             | 31       | 4        | 2            | 0            | 2                   | 0                   | 10       | 3        | 45        | 7         |
| 2008–09             | Barcelona           | La Liga             | 29       | 4        | 5            | 0            | —                   | —                   | 12       | 2        | 46        | 6         |
| 2009–10             | Barcelona           | La Liga             | 29       | 6        | 1            | 0            | 2                   | 0                   | 12       | 0        | 44        | 6         |
| 2010–11             | Barcelona           | La Liga             | 35       | 3        | 9            | 2            | 2                   | 0                   | 10       | 1        | 56        | 6         |
| 2011–12             | Barcelona           | La Liga             | 26       | 3        | 3            | 0            | 2                   | 0                   | 11       | 1        | 42        | 4         |
| Trung Quốc          | Trung Quốc          | Trung Quốc          | Giải đấu | Giải đấu | FA Cup       | FA Cup       | Siêu cúp Trung Quốc | Siêu cúp Trung Quốc | Châu Á   | Châu Á   | Tổng cộng | Tổng cộng |
| 2012                | Dalian Aerbin       | Super League        | 12       | 4        | 1            | 0            | —                   | —                   | —        | —        | 13        | 4         |
| 2013                | Dalian Aerbin       | Super League        | 25       | 6        | 3            | 0            | —                   | —                   | —        | —        | 28        | 6         |
| Tây Ban Nha         | Tây Ban Nha         | Tây Ban Nha         | Giải đấu | Giải đấu | Copa del Rey | Copa del Rey | Supercup            | Supercup            | Châu Âu  | Châu Âu  | Tổng cộng | Tổng cộng |
| 2013–14             | Valencia            | La Liga             | 11       | 1        | —            | —            | —                   | —                   | 7        | 0        | 18        | 1         |
| Ý                   | Ý                   | Ý                   | Giải đấu | Giải đấu | Coppa Italia | Coppa Italia | Supercoppa          | Supercoppa          | Châu Âu  | Châu Âu  | Tổng cộng | Tổng cộng |
| 2014–15             | Roma                | Serie A             | 26       | 2        | 1            | 0            | —                   | —                   | 9        | 1        | 36        | 3         |
| 2015–16             | Roma                | Serie A             | 20       | 1        | 0            | 0            | —                   | —                   | 3        | 0        | 23        | 1         |
| Qatar               | Qatar               | Qatar               | Giải đấu | Giải đấu | Qatar Cup    | Qatar Cup    | Cúp liên đoàn       | Cúp liên đoàn       | Châu Á   | Châu Á   | Tổng cộng | Tổng cộng |
| 2016–17             | El-Jaish            | Qatar Stars League  | 16       | 6        | —            | —            | —                   | —                   | 5        | 0        | 21        | 6         |
| Tổng cộng           | Pháp                | Pháp                | 228      | 20       | 24           | 4            | 12                  | 2                   | 39       | 3        | 296       | 29        |
| Tổng cộng           | Tây Ban Nha         | Tây Ban Nha         | 154      | 21       | 20           | 2            | 8                   | 0                   | 62       | 7        | 251       | 30        |
| Tổng cộng           | Trung Quốc          | Trung Quốc          | 37       | 10       | 4            | 0            | —                   | —                   | —        | —        | 41        | 10        |
| Tổng cộng           | Ý                   | Ý                   | 46       | 3        | 1            | 0            | —                   | —                   | 12       | 1        | 59        | 4         |
| Tổng cộng           | Qatar               | Qatar               | 16       | 6        | —            | —            | —                   | —                   | 5        | 0        | 21        | 6         |
| Tổng cộng sự nghiệp | Tổng cộng sự nghiệp | Tổng cộng sự nghiệp | 481      | 60       | 49           | 6            | 20                  | 2                   | 115      | 13       | 653       | 78        |

### Bàn thắng cho đội tuyển quốc gia
| #  | Ngày                 | Địa điểm                                                 | Đối thủ        | Bàn thắng | Kết quả | Giải đấu                 |
| -- | -------------------- | -------------------------------------------------------- | -------------- | --------- | ------- | ------------------------ |
| 1  | 25 tháng 12 năm 2001 | Sân vận động Baréma Bocoum, Mopti, Mali                  | Ghana          | 1–1       | 1–1     | Giao hữu                 |
| 2  | 10 tháng 1 năm 2002  | Sân vận động Abdoulaye Makoro Cissoko, Kayes, Mali       | Zambia         | 1–1       | 1–1     | Giao hữu                 |
| 3  | 19 tháng 1 năm 2002  | Sân vận động 26 tháng 3, Bamako, Mali                    | Liberia        | 1–1       | 1–1     | CAN 2002                 |
| 4  | 13 tháng 10 năm 2002 | Sân vận động 26 tháng 3, Bamako, Mali                    | Seychelles     | 1–0       | 3–0     | Vòng loại CAN 2004       |
| 5  | 10 tháng 10 năm 2003 | Sân vận động 24 tháng 9, Bissau, Guiné-Bissau            | Guiné-Bissau   | 1–0       | 2–1     | Vòng loại World Cup 2006 |
| 6  | 18 tháng 8 năm 2004  | Sân vận động Olympic Yves-du-Manoir, Colombes, Pháp      | CHDC Congo     | 1–0       | 3–0     | Giao hữu                 |
| 7  | 18 tháng 8 năm 2004  | Sân vận động Olympic Yves-du-Manoir, Colombes, Pháp      | CHDC Congo     | 2–0       | 3–0     | Giao hữu                 |
| 8  | 6 tháng 2 năm 2007   | Sân vận động 26 tháng 3, Bamako, Mali                    | Litva          | 1–0       | 3–1     | Giao hữu                 |
| 9  | 17 tháng 6 năm 2007  | Sân vận động 26 tháng 3, Bamako, Mali                    | Sierra Leone   | 2–0       | 6-0     | Giao hữu                 |
| 10 | 17 tháng 6 năm 2007  | Sân vận động 26 tháng 3, Bamako, Mali                    | Sierra Leone   | 4–0       | 6-0     | Giao hữu                 |
| 11 | 22 tháng 8 năm 2007  | Stade de France, Saint-Denis, Pháp                       | Burkina Faso   | 3–2       | 3–2     | Giao hữu                 |
| 12 | 1 tháng 6 năm 2008   | Sân vận động 26 tháng 3, Bamako, Mali                    | Cộng hòa Congo | 4–0       | 4-2     | Vòng loại World Cup 2010 |
| 13 | 1 tháng 6 năm 2008   | Sân vận động 26 tháng 3, Bamako, Mali                    | Cộng hòa Congo | 4–1       | 4-2     | Vòng loại World Cup 2010 |
| 14 | 22 tháng 6 năm 2008  | Sân vận động 26 tháng 3, Bamako, Mali                    | Sudan          | 2–0       | 3-0     | Vòng loại World Cup 2010 |
| 15 | 22 tháng 6 năm 2008  | Sân vận động 26 tháng 3, Bamako, Mali                    | Sudan          | 3–0       | 3-0     | Vòng loại World Cup 2010 |
| 16 | 10 tháng 1 năm 2010  | Sân vận động 11 tháng 11, Luanda, Angola                 | Angola         | 4–1       | 4-4     | CAN 2010                 |
| 17 | 10 tháng 1 năm 2010  | Sân vận động 11 tháng 11, Luanda, Angola                 | Angola         | 4–3       | 4-4     | CAN 2010                 |
| 18 | 18 tháng 1 năm 2010  | Sân vận động Chimandela, Cabinda, Angola                 | Malawi         | 2–0       | 3–1     | CAN 2010                 |
| 19 | 11 tháng 11 năm 2011 | Sân vận động Diablots, Saint-Leu-la-Forêt, Pháp          | Burkina Faso   | 1–0       | 1–1     | Giao hữu                 |
| 20 | 1 tháng 2 năm 2012   | Sân vận động Angondjé, Libreville, Gabon                 | Botswana       | 2–1       | 2–1     | CAN 2012                 |
| 21 | 20 tháng 1 năm 2013  | Sân vận động Nelson Mandela Bay, Port Elizabeth, Nam Phi | Nigeria        | 1–0       | 1–0     | CAN 2013                 |
| 22 | 2 tháng 2 năm 2013   | Sân vận động Moses Mabhida, Durban, Nam Phi              | Nam Phi        | 1–1       | 1–1     | CAN 2013                 |
| 23 | 9 tháng 2 năm 2013   | Sân vận động Nelson Mandela Bay, Port Elizabeth, Nam Phi | Ghana          | 2–0       | 3–1     | CAN 2013                 |
| 24 | 19 tháng 11 năm 2014 | Sân vận động 26 tháng 3, Bamako, Mali                    | Algérie        | 1–0       | 2–0     | Vòng loại CAN 2015       |

## Danh hiệu

### Lorient
- Cúp bóng đá Pháp: (1) 2002

### Sevilla
- Siêu cúp Tây Ban Nha: (1) 2007

### Barcelona
- La Liga: (1) 2008–09, 2009–10
- Cúp Nhà vua Tây Ban Nha: (1) 2008–09
- Siêu cúp Tây Ban Nha: (1) 2009, 2010
- UEFA Champions League: (1) 2008–09
- Siêu cúp châu Âu: (1) 2009
- Giải vô địch các câu lạc bộ: (1) 2009

### Quốc tế
- Giải vô địch U20 thế giới về thứ 3: 1999
- Giải vô địch U20 thế giới Quả bóng vàng